# Estornell del Cap
L'estornell del Cap (Lamprotornis nitens) és una espècie d'ocell de la família dels estúrnids (Sturnidae). Es troba a Angola i l'Àfrica Austral. Els seus habitats són les sabanes, matollars i herbassars secs subtropicals, els crusos d'aigua, les plantacions i els jardins rurals. El seu estat de conservació es considera de risc mínim.